# Brachycybe petasata
Brachycybe petasata är en mångfotingart som beskrevs av Loomis 1936. Brachycybe petasata ingår i släktet Brachycybe och familjen Andrognathidae. Inga underarter finns listade i Catalogue of Life.